# Jasełka Łobeskie

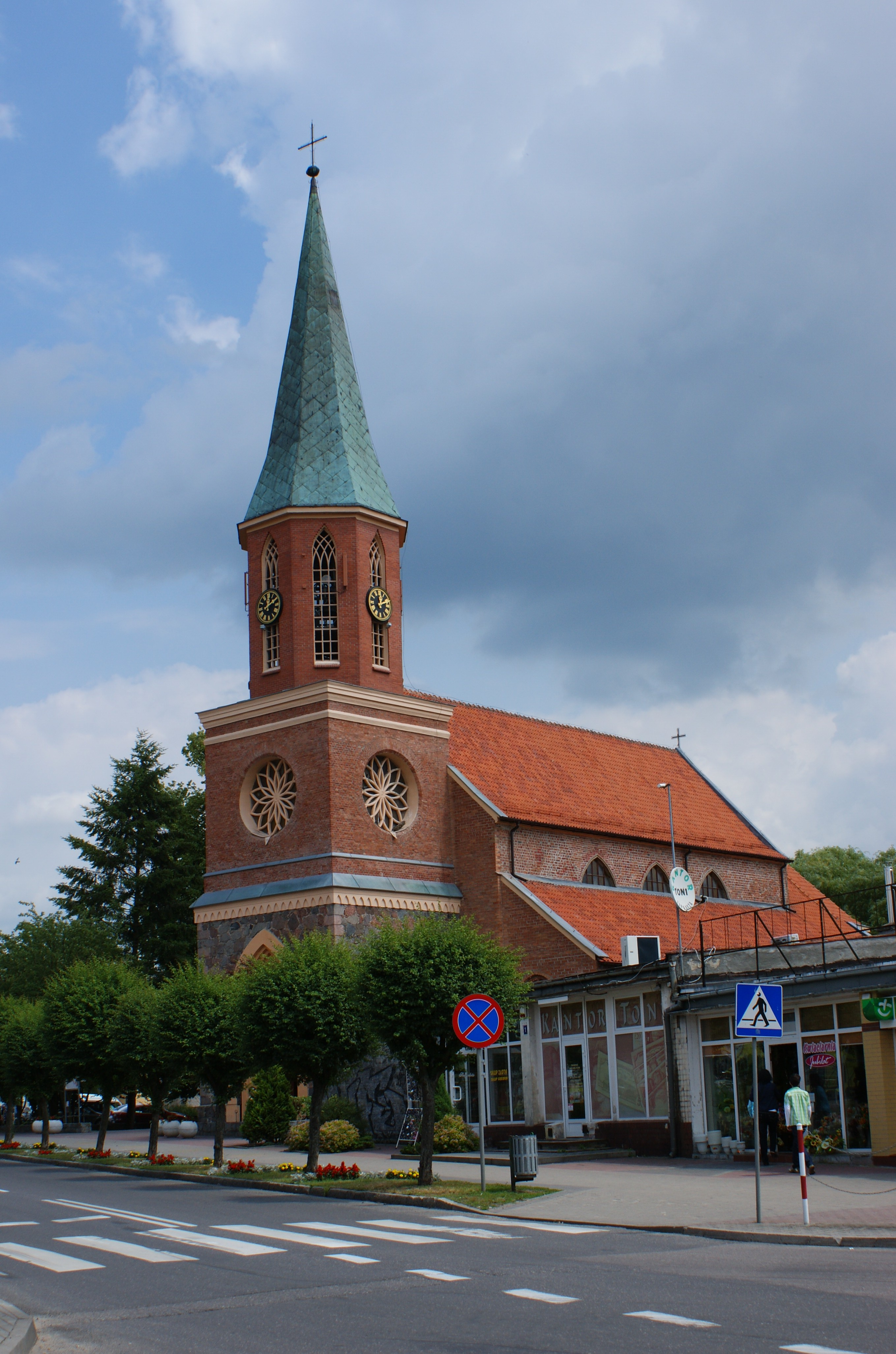
Kościół Najświętszego Serca Pana Jezusa

Jasełka Łobeskie (niem. Labeser Krippenspiel) – jasełka opracowane na początku lat dwudziestych XX w. przez Marię von Bismarck (żonę starosty Łobza, Herberta von Bismarcka) i wystawiane w miejscowym kościele. Były one ewenementem na protestanckim Pomorzu i grane były od 1921 r. do wojny. Jasełka te były ośmioaktowym przedstawieniem słowno-muzycznym, w trakcie którego aktorzy recytowali tekst i śpiewali pieśni, również wspólnie z wiernymi zebranymi w kościele. 
Byli mieszkańcy Łobza po wysiedleniu przenieśli tradycję jasełek w okolice Hanoweru, gdzie są one grane do dziś, a w ich trakcie i na innych świątecznych koncertach śpiewana jest stara kolęda łobeska Labeser Weihnachtslied (autor: Walter Nemitz). Wstęp na jasełka jest bezpłatny, a przed i po przedstawieniu zbierane są datki na fundusz dziecięcy UNICEF. Po wojnie Jasełka Łobeskie były raz wystawione w Łobzie w roku 1995, według scenariusza Waltera Nemitza

## Scenariusz
W przedstawieniu brały udział następujące osoby: Maryja, Józef, trzej królowie, pasterze, karczmarz, córka karczmarza, anioł ogłaszający, grupa aniołów, statyści i pięcioro dzieci (dziewczynki) - łącznie około 30 osób. Przedstawienie odbywało się w prezbiterium kościoła na podwyższonej scenie z drzewkami stanowiącymi scenografię. We wstępie (preludium, prolog) zastają zapalone od paschału świece przy scenie i do kościoła wchodzą aktorzy i wspólnie z wiernymi śpiewają kolędy. Kolejno grane jest 8 scen (aktów):
- scena I – Podróż do Jerozolimy,
- scena II – Maryja i Józef poszukują schronienia,
- scena III – Anioł zwiastuje pasterzom,
- scena IV – Maryja i Józef w szopce betlejemskiej,
- scena V – Pokłon i dary pasterzy dla Jezusa narodzonego,
- scena VI – Pokłon i dary od Trzech Króli dla Dzieciątka,
- scena VII – Radość i dary dzieci dla Dzieciątka,
- scena VIII – Światło Jezusa – finał, w trakcie którego aktorzy z zapalonymi świecami opuszczają scenę, śpiewając pieśni wspólnie z wiernymi.